# Sardent
Pour l’article ayant un titre homophone, voir Sardan.
Sardent est une commune française située dans le département de la Creuse en région Nouvelle-Aquitaine.

## Géographie

### Généralités

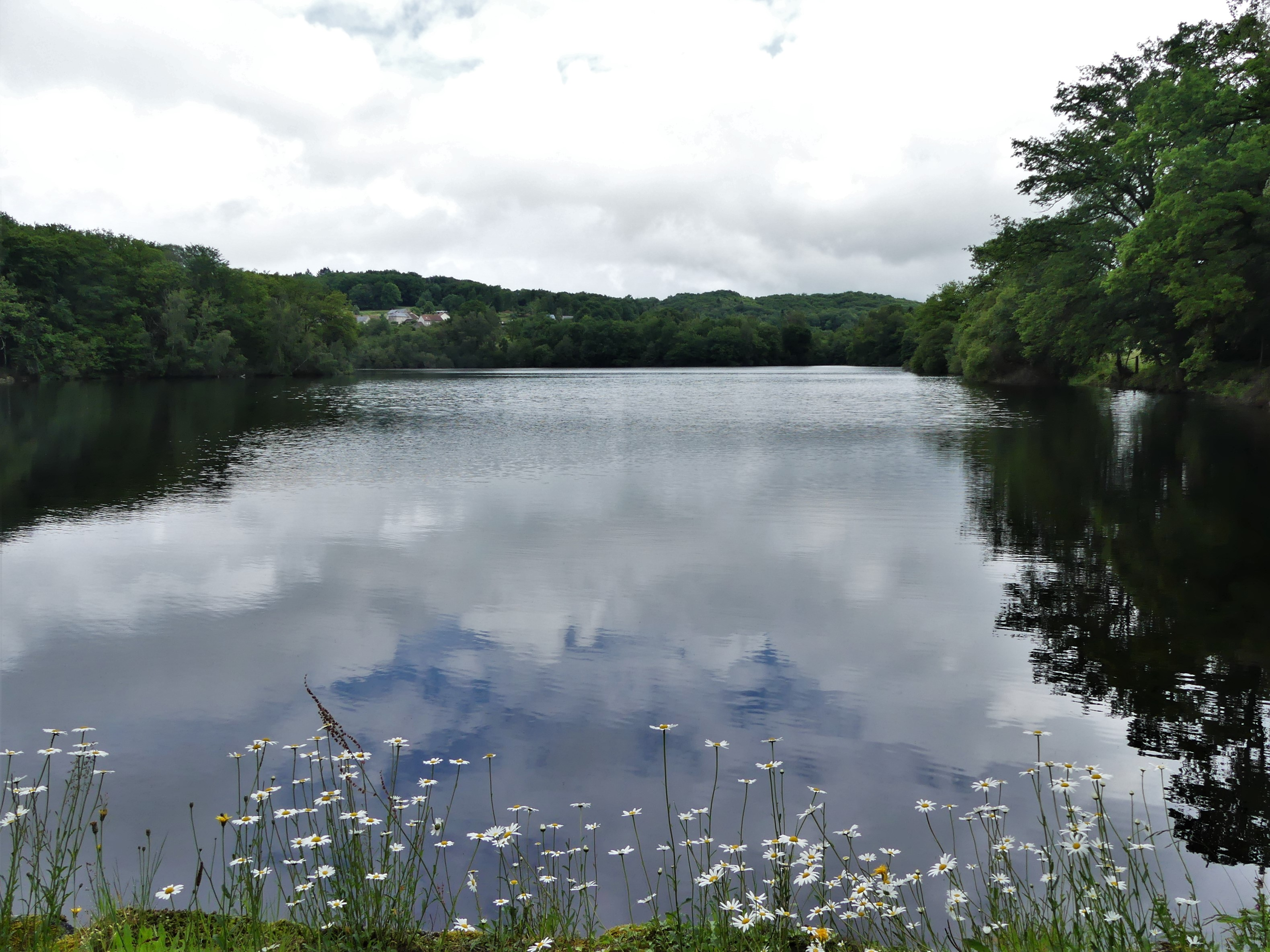
L'étang de Masmangeas.

Dans la moitié ouest du département de la Creuse, la commune de Sardent est incluse dans l'aire urbaine de Guéret et s'étend sur 41,11 km2. Elle est arrosée au nord sur environ quatre kilomètres par la Gartempe, et parsemée de plusieurs étangs importants (les Brandes, Marque, Masmangeas, Masrivet).
L'altitude minimale, 455 mètres, se trouve localisée au sud du lieu-dit Marque, là où le ruisseau de Marque quitte la commune et entre sur celle de Thauron. L'altitude maximale avec 679 ou 680 mètres est située à l'ouest, au sud du lieu-dit le Mathubert.
À l'intersection des routes départementales (RD) 34a3 et 50, le bourg de Sardent est situé, en distances orthodromiques, quatorze kilomètres au sud de la préfecture Guéret.
La commune est également desservie par les RD 33, 34, 34a2 et 60, ainsi que par la RD 940a (l'ancienne route nationale 140), qui traverse l'ouest du territoire sur deux kilomètres. Un nouveau tronçon, la RD 940, traverse le territoire communal du nord au sud sur neuf kilomètres, passant juste à l'est du bourg.

### Communes limitrophes

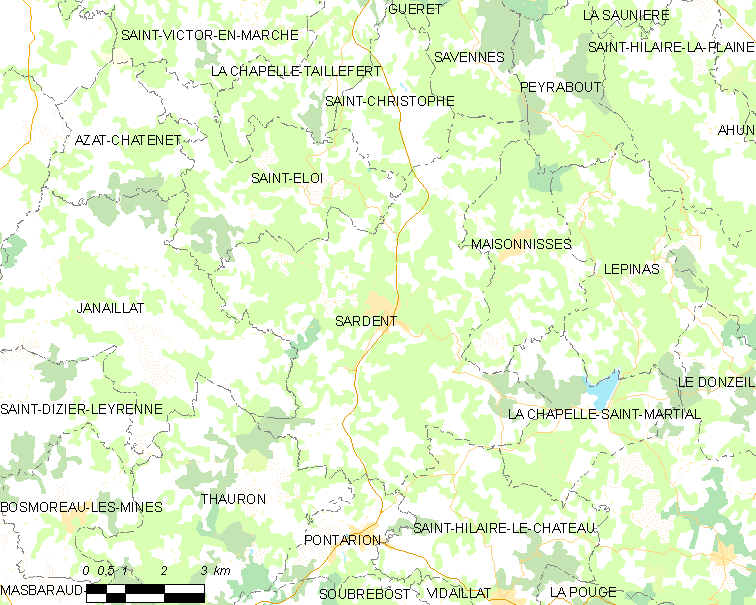
Carte de Sardent et des communes avoisinantes.

Sardent est limitrophe de dix autres communes, dont Peyrabout au nord-est sur environ 500 mètres.
| Saint-Éloi | Saint-Christophe | Savennes, Peyrabout                                 |
| Janaillat  | Sardent          | Maisonnisses                                        |
| Thauron    | Pontarion        | La Chapelle-Saint-Martial, Saint-Hilaire-le-Château |

### Villages et hameaux
Outre le bourg de Sardent proprement dit, le territoire se compose d'autres villages ou hameaux :
- Bassegeas
- les Caurades
- les Chabannes
- la Chaise
- la Chassoule
- les Chatrelles
- la Chaumette
- la Cheminade
- les Chiers
- le Chironceau
- Cœurgne
- Colombourg
- le Condrot
- les Couteilles
- la Crouzetière
- la Fay au Bost
- la Feyte
- Fontarade
- le Grand Blessac
- le Grand Chiroux
- la Jarrige
- Maisonniaux
- Marque
- le Masbolle
- Masmangeas
- le Masriche
- le Masrivet
- le Mathubert
- le Mazeau
- le Mazelet
- le Mondoueix
- le Mont de Sardent
- le Monteil
- la Mouline
- Nouallet
- le Petit Blessac
- le Petit Chiroux
- le Pradeau
- les Quatre Viats
- la Rebeyrolle
- la Ribière Jalade
- la Ronze
- la Royère
- Secondat
- Seilloux
- Teillaucher
- le Thouraud
- Tressagne
- la Vergne
- Villechadeau
- Villejaleix
- Villevegoux

### Climat
Pour des articles plus généraux, voir Climat de la Nouvelle-Aquitaine et Climat de la Creuse.
Historiquement, la commune est exposée à un climat montagnard.  
En 2020, Météo-France publie une typologie des climats de la France métropolitaine dans laquelle la commune est exposée à un climat de montagne et est dans la région climatique  Ouest et nord-ouest du Massif Central, caractérisée par une pluviométrie annuelle de 900 à 1 500 mm, maximale en automne et en hiver.
Pour la période 1971-2000, la température annuelle moyenne est de 9,7 °C, avec  une amplitude thermique annuelle de 14,7 °C. Le cumul annuel moyen de précipitations est de 1 115 mm, avec 13,4 jours de précipitations en janvier et 8,5 jours en juillet. Pour la période 1991-2020, la température moyenne annuelle observée sur la station météorologique la plus proche, située sur la commune de Pontarion à 5,74 km à vol d'oiseau, est de 10,5 °C et le cumul annuel moyen de précipitations est de 1 155,8 mm,. Pour l'avenir, les paramètres climatiques de la commune estimés pour 2050 selon différents scénarios d’émission de gaz à effet de serre sont consultables sur un site dédié publié par Météo-France en novembre 2022.

## Urbanisme

### Typologie
Au 1er janvier 2024, Sardent est catégorisée commune rurale à habitat très dispersé, selon la nouvelle grille communale de densité à 7 niveaux définie par l'Insee en 2022.
Elle est située hors unité urbaine. Par ailleurs la commune fait partie de l'aire d'attraction de Guéret, dont elle est une commune de la couronne,. Cette aire, qui regroupe 72 communes, est catégorisée dans les aires de moins de 50 000 habitants,.

### Occupation des sols
L'occupation des sols de la commune, telle qu'elle ressort de la base de données européenne d’occupation biophysique des sols Corine Land Cover (CLC), est marquée par l'importance des forêts et milieux semi-naturels (56,9 % en 2018), une proportion sensiblement équivalente à celle de 1990 (57,4 %). La répartition détaillée en 2018 est la suivante : 
forêts (56,9 %), prairies (30,9 %), zones agricoles hétérogènes (10,9 %), zones urbanisées (1,4 %). L'évolution de l’occupation des sols de la commune et de ses infrastructures peut être observée sur les différentes représentations cartographiques du territoire : la carte de Cassini (XVIIIe siècle), la carte d'état-major (1820-1866) et les cartes ou photos aériennes de l'IGN pour la période actuelle (1950 à aujourd'hui).

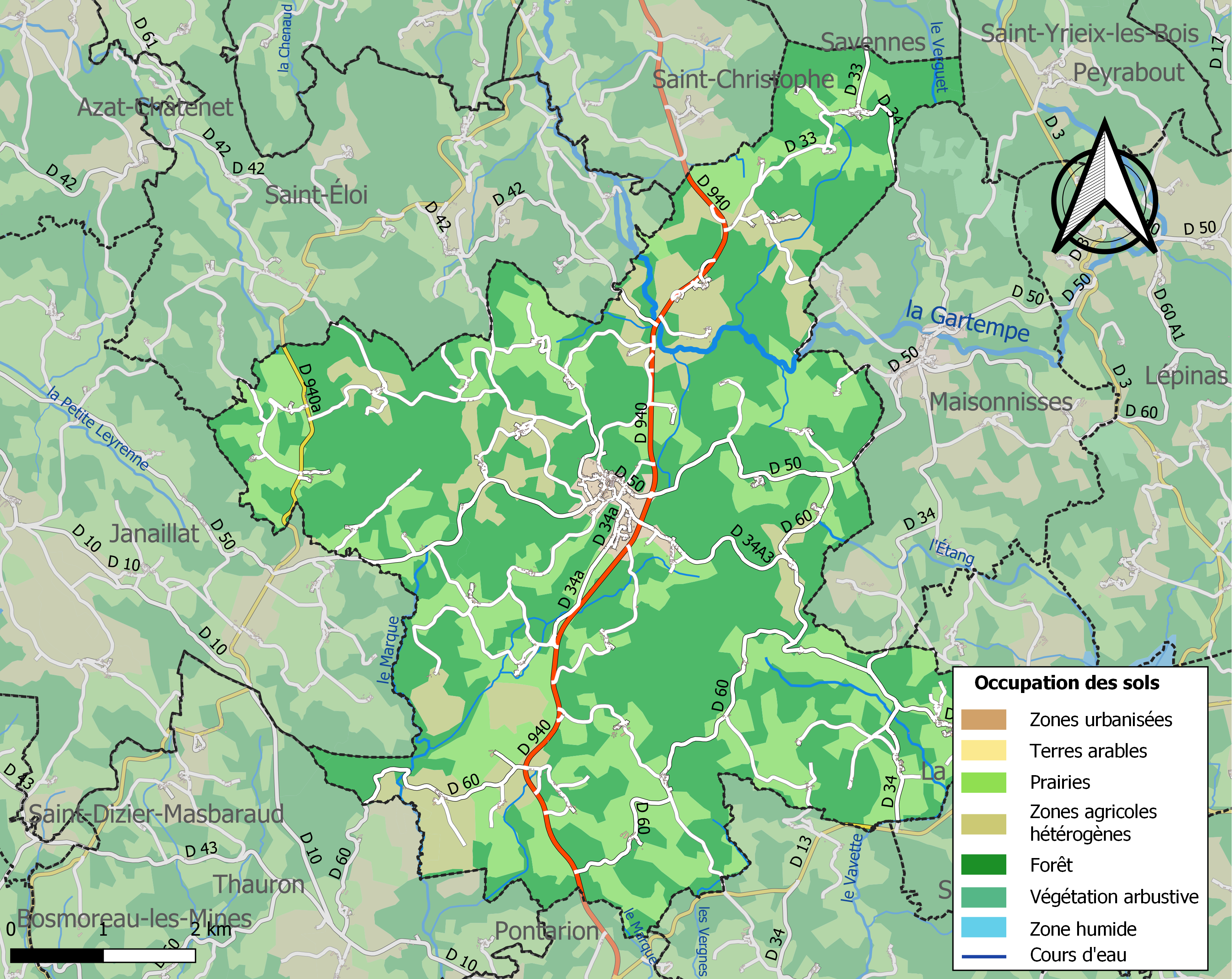
Carte des infrastructures et de l'occupation des sols de la commune en 2018 (CLC).

### Transport routier
- Réseau TransCreuse

### Risques majeurs
Le territoire de la commune de Sardent est vulnérable à différents aléas naturels : météorologiques (tempête, orage, neige, grand froid, canicule ou sécheresse) et séisme (sismicité faible). Il est également exposé à un risque particulier : le risque de radon. Un site publié par le BRGM permet d'évaluer simplement et rapidement les risques d'un bien localisé soit par son adresse soit par le numéro de sa parcelle.

#### Risques naturels

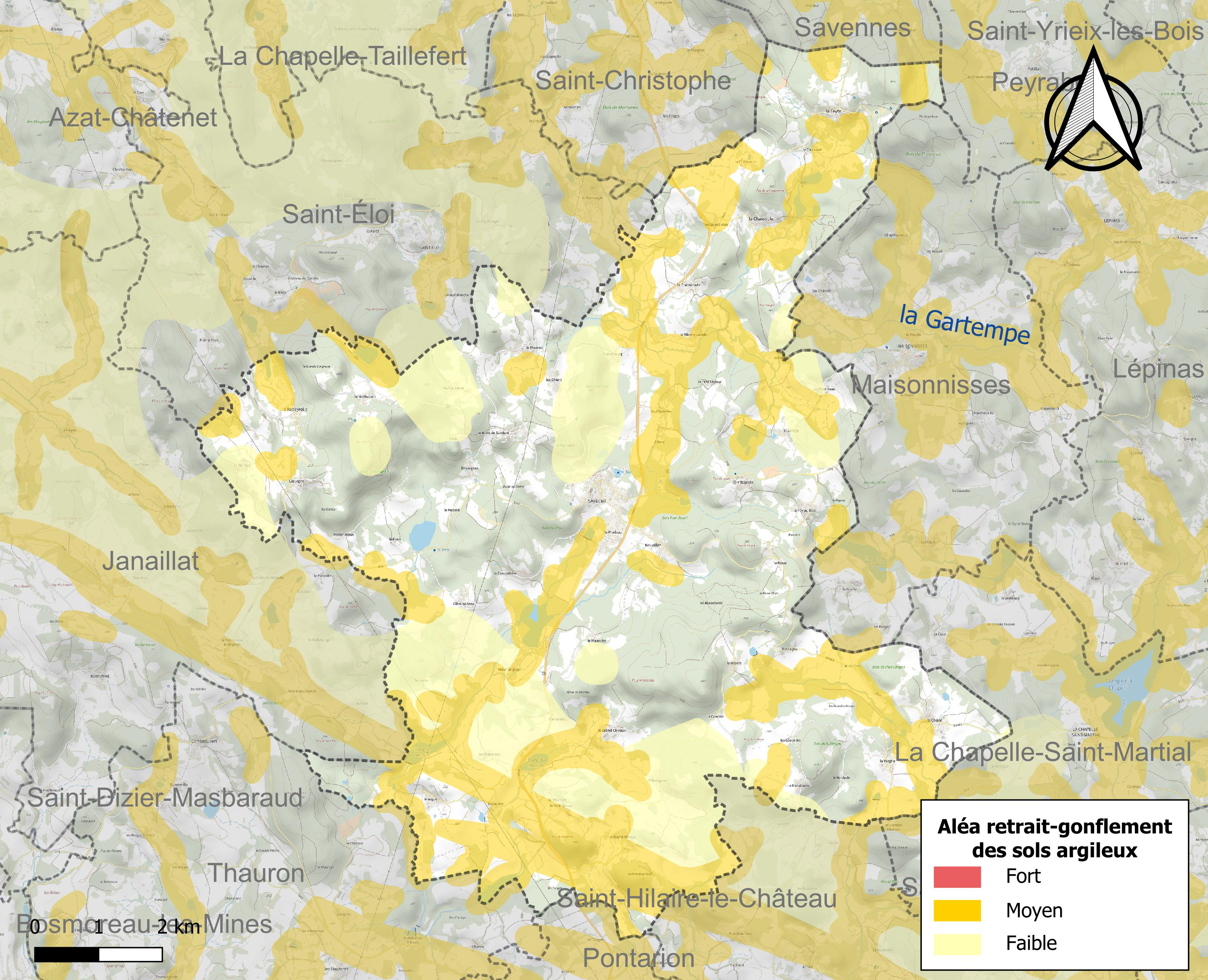
Carte des zones d'aléa retrait-gonflement des sols argileux de Sardent.

Le retrait-gonflement des sols argileux est susceptible d'engendrer des dommages importants aux bâtiments en cas d’alternance de périodes de sécheresse et de pluie. 30 % de la superficie communale est en aléa moyen ou fort (33,6 % au niveau départemental et 48,5 % au niveau national). Sur les 574 bâtiments dénombrés sur la commune en 2019, 67 sont en aléa moyen ou fort, soit 12 %, à comparer aux 25 % au niveau départemental et 54 % au niveau national. Une cartographie de l'exposition du territoire national au retrait gonflement des sols argileux est disponible sur le site du BRGM,.
Par ailleurs, afin de mieux appréhender le risque d’affaissement de terrain, l'inventaire national des cavités souterraines permet de localiser celles situées sur la commune.
La commune a été reconnue en état de catastrophe naturelle au titre des dommages causés par les inondations et coulées de boue survenues en 1982 et 1999. Concernant les mouvements de terrains, la commune a été reconnue en état de catastrophe naturelle au titre des dommages causés par des mouvements de terrain en 1999.

#### Risque particulier
Dans plusieurs parties du territoire national, le radon, accumulé dans certains logements ou autres locaux, peut constituer une source significative d’exposition de la population aux rayonnements ionisants. Certaines communes du département sont concernées par le risque radon à un niveau plus ou moins élevé. Selon la classification de 2018, la commune de Sardent est classée en zone 3, à savoir zone à potentiel radon significatif.

## Histoire
Dans les premières années de la Révolution, la commune de La Royère fusionne avec Sardent.
Des années 1920 aux années 1960, le village a été marqué par une importante immigration de tailleurs de pierre italiens, fuyant le fascisme et s'installant ici pour y exploiter le granit dont on faisait les bordures de trottoirs et les pavés utilisés dans les villes.

### Les Hospitaliers
Sardent fut une paroisse des Hospitaliers de l'ordre de Saint-Jean de Jérusalem dépendante de la commanderie de Maisonnisses et du grand prieuré d'Auvergne. Le commandeur de Maisonnisses y était seigneur avec le droit de mainmorte et dîmier général sur certains villages de la paroisse.

## Politique et administration
| Période                                  | Période        | Identité              | Étiquette | Qualité |
| ---------------------------------------- | -------------- | --------------------- | --------- | --- |
| Les données manquantes sont à compléter. |                |                       |           | |
|                                          |                |                       |           | |
|                                          |                | François Rioublant    |           | Notaire |
|                                          |                |                       |           | |
| 1871                                     | 1872           | Laurent Ganivot       |           | |
| 1900                                     | 1900           | Pierre Graule         |           | |
| mai 1900                                 | 1907           | Arsène Guittard       |           | |
| fév 1907                                 | 1912           | Léonard Soumy         |           | |
| avr 1912                                 | 1917           | Jean Pasquet          |           | |
| déc 1917                                 | 1925           | Eugène Cassier        |           | |
| mai 1925                                 | septembre 1935 | Alphonse Vincent      | SFIO      | Médecin Conseiller général du canton de Pontarion (1925-1935)                                                         |
| octobre 1935                             | 1959           | Amédée Peyrot         |           | Conseiller général du canton de Pontarion (1935-1940 et 1945-1951)                                                    |
| mars 1959                                | novembre 1975  | Georges Mercier       | PRV       | Conseiller général du canton de Pontarion (1958-1975)                                                                 |
| novembre 1975                            | mars 1977      | Georges Aufaure       |           | |
| mars 1977                                | mars 2001      | Claude Chazeirat      | PS        | Conseiller général du canton de Pontarion (1976-1994)                                                                 |
| mars 2001                                | mars 2003      | René Baterosse        | PCF       | |
| mars 2003                                | mars 2006      | Jean-Pierre Decressin | DVG       | |
| mars 2006                                | En cours       | Thierry Gaillard      | DVD-LR    | Conseiller départemental du canton d'Ahun (depuis 2015) Premier vice-président du Conseil départemental (depuis 2019) |

Après les élections départementales de mars 2015, Thierry Gaillard a été élu conseiller départemental, en binôme avec Catherine Defemme, et a été ensuite élu huitième vice-président chargé de l'environnement, eau, assainissement et gestion des déchets.

## Démographie
L'évolution du nombre d'habitants est connue à travers les recensements de la population effectués dans la commune depuis 1793. Pour les communes de moins de 10 000 habitants, une enquête de recensement portant sur toute la population est réalisée tous les cinq ans, les populations de référence des années intermédiaires étant quant à elles estimées par interpolation ou extrapolation. Pour la commune, le premier recensement exhaustif entrant dans le cadre du nouveau dispositif a été réalisé en 2005.

En 2022, la commune comptait 758 habitants, en évolution de −3,44 % par rapport à 2016 (Creuse : −3,32 %, France hors Mayotte : +2,11 %).
| 1793  | 1800  | 1806  | 1821  | 1831  | 1836  | 1841  | 1846  | 1851  |
| ----- | ----- | ----- | ----- | ----- | ----- | ----- | ----- | ----- |
| 1 604 | 1 651 | 1 450 | 1 477 | 1 896 | 2 146 | 2 285 | 2 506 | 2 507 |

| 1856  | 1861  | 1866  | 1872  | 1876  | 1881  | 1886  | 1891  | 1896  |
| ----- | ----- | ----- | ----- | ----- | ----- | ----- | ----- | ----- |
| 2 610 | 2 418 | 2 427 | 2 526 | 2 446 | 2 313 | 2 404 | 2 312 | 2 337 |

| 1901  | 1906  | 1911  | 1921  | 1926  | 1931  | 1936  | 1946  | 1954  |
| ----- | ----- | ----- | ----- | ----- | ----- | ----- | ----- | ----- |
| 2 274 | 2 195 | 2 023 | 1 655 | 1 556 | 1 541 | 1 502 | 1 316 | 1 178 |

| 1962  | 1968  | 1975  | 1982 | 1990 | 1999 | 2005 | 2006 | 2010 |
| ----- | ----- | ----- | ---- | ---- | ---- | ---- | ---- | ---- |
| 1 119 | 1 085 | 1 047 | 944  | 845  | 801  | 835  | 838  | 785  |

| 2015 | 2020 | 2022 | - | - | - | - | - | - |
| ---- | ---- | ---- | - | - | - | - | - | - |
| 783  | 760  | 758  | - | - | - | - | - | - |

Voir aussi le site des archives départementales de la Creuse.

## Culture locale et patrimoine

### Lieux et monuments
- L'église Saint-Martin, du début du XIIe siècle alors que ses chapelles sont postérieures, conserve toujours plusieurs croix et un reliquaire en cuivre émaillé et doré, des XIIe et XIXe siècles. L'édifice est inscrit partiellement en 1926 au titre des monuments historiques pour son portail méridional, puis en totalité en 2018[27].
- En bordure de la place de l'église, la balustrade  en pur granite creusois est sculptée en forme de lettres composant le nom « SARDENT ».
- Sur cette même place se trouve un grand monument érigé en 1937 grâce à une souscription populaire pour rendre hommage au docteur Alphonse Vincent (1880-1935), surnommé « le médecin des Pauvres » en raison de son dévouement et de sa générosité. Ce monument est l'œuvre du sculpteur Évariste Jonchère (1892-1956). La triple masse de granite qui le constitue est surmontée d'un buste en bronze, accompagné de deux bas-reliefs latéraux également en bronze. En 1942 sous le régime de Vichy, le buste est déboulonné et fondu dans le cadre de la mobilisation des métaux non ferreux, destinée à soutenir l'industrie de guerre allemande. Les deux bas-reliefs avaient été respectés. En juin 1956, une réplique du buste (refondue à partir du plâtre original que le sculpteur avait donné à la veuve du docteur Vincent) a été remise en place au cours d'une importante cérémonie. Le plâtre se trouve depuis cette époque en mairie de Sardent.
- La chapelle de Saint-Pardoux, érigée en 1870 sur le mont de Sardent où se recueillait l'ermite saint Pardoux, donne lieu à un pèlerinage à la Pentecôte[28], tous les sept ans.
- L'espace culturel Claude-Chabrol a été inauguré en 2015[29].
- Le café « Chez Bichette », établi au cœur du village, a fermé début juin 2018 ; les causes de sa fermeture sont explicitées dans un article du quotidien Libération[30] et sont symptomatiques de la désertification des campagnes françaises.

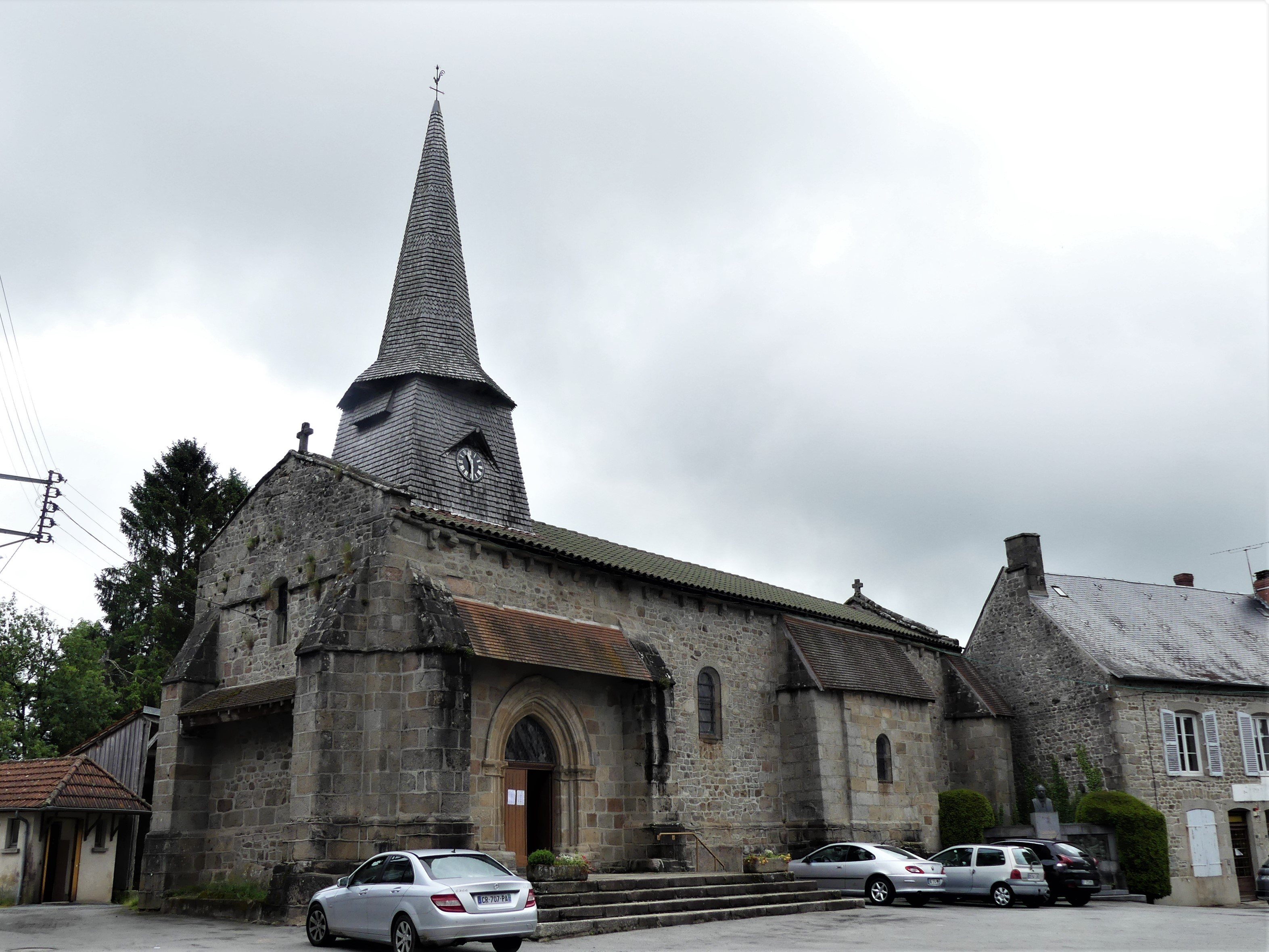
L'église Saint-Martin.
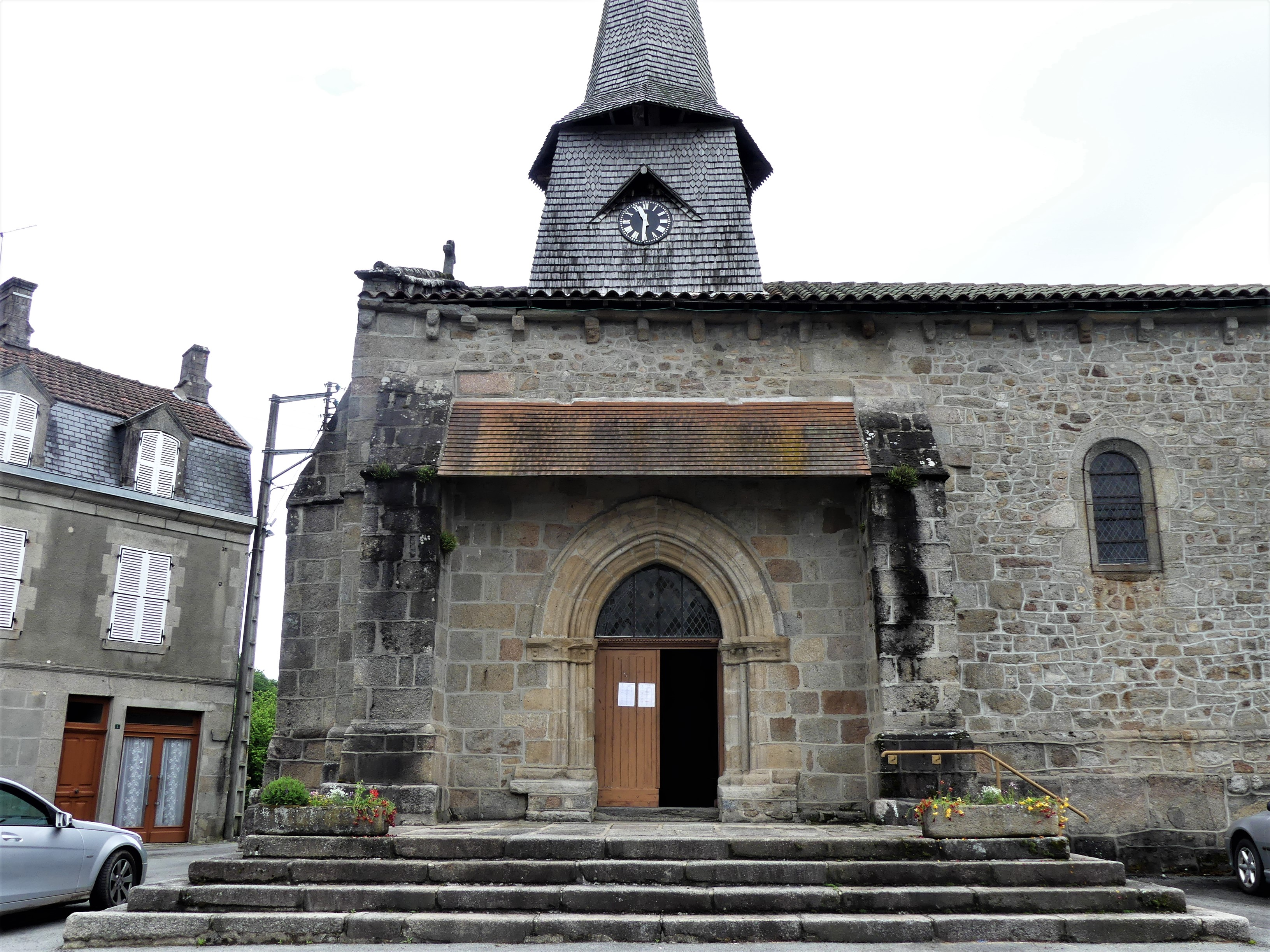
Son portail méridional.
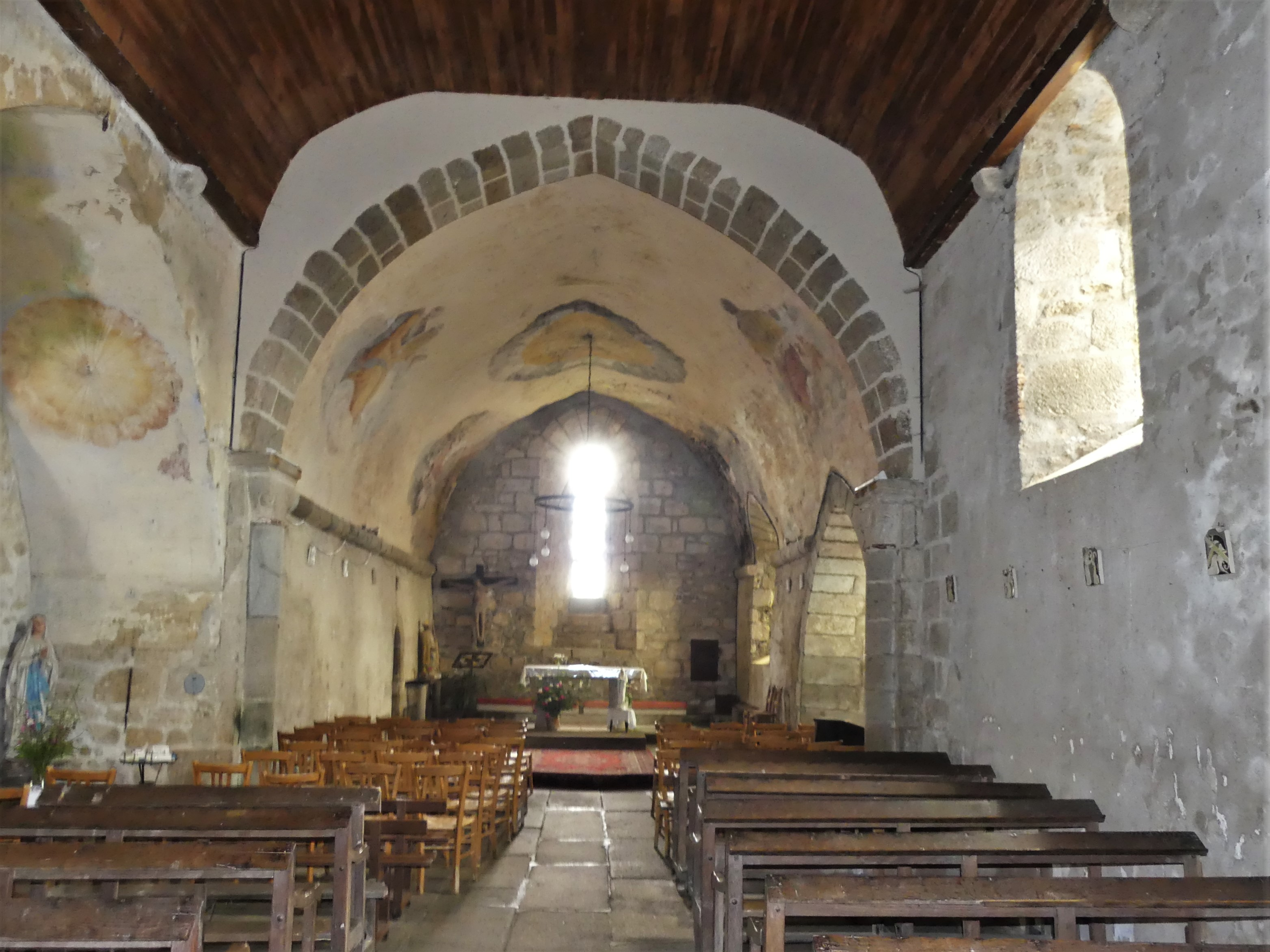
Sa nef.
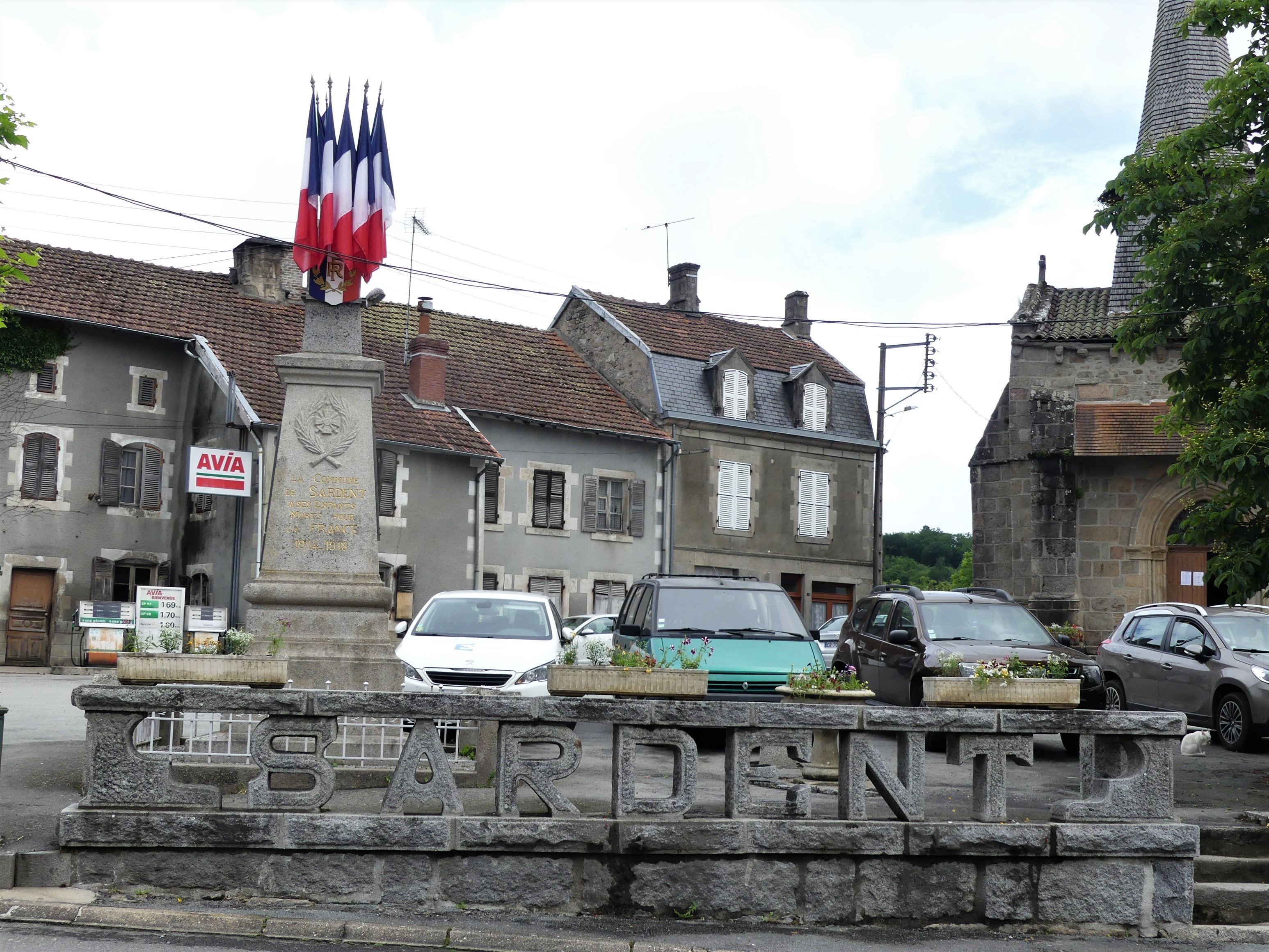
La balustrade sculptée devant le monument aux morts.

### Personnalités liées à la commune
- Saint Pardoux (vers 657-vers 737) y est né et y a vécu en ermite[28] avant que le comte Lantarius lui demande de fonder un monastère autour duquel s'établira ce qui deviendra la ville de Guéret[31].
- Eugène Jamot (1879-1937), médecin militaire rendu célèbre par la lutte qu'il mena pendant 27 ans en Afrique centrale contre la maladie du sommeil (ou trypanosomiase africaine). Il exerça brièvement à Sardent de 1908 à 1910, puis revint s'y installer en 1936. Il fut contraint à ce retour après la survenue de graves accidents thérapeutiques dans la région de Bafia au Cameroun, où près de 700 Africains étaient devenus aveugles à la suite d'un traitement mal appliqué par l'un de ses adjoints. Il est décédé à Sardent d'un accident vasculaire cérébral le 24 avril 1937.
- Jean-Louis Dumet (1907-1966), homme politique, né à Sardent.
- Claude Chabrol (1930-2010), metteur en scène, sardentais d'origine, tourna son premier film Le Beau Serge dans la commune.
- Francis Girod (1944-2006), metteur en scène, a tourné le film L'Oncle de Russie dans la commune.

### Héraldique
| Blason de Sardent | Blason  | De sinople au chevron ondé d'argent accompagné de deux pics de carrier d'or, celui de dextre posé en barre et celui de senestre posé en bande et en pointe d'une tête de cheval du même. |
| Blason de Sardent | Détails | Création Jean-François Binon, adoptée en 2014. |